# Trastorno formal del pensamiento
Trastorno formal del pensamiento (TFP) hace referencia al pensamiento desorganizado que se evidencia a sí mismo a través del habla desorganizada. Entre los trastornos de pensamiento específicos se encuentran el descarrilamiento (o derailment), la pobreza del habla, la tangencialidad, la ilogicidad, la perseveración, los neologismos y el bloqueo del pensamiento.
Los psiquiatras consideran que el trastorno formal del pensamiento es uno de los tipos de pensamiento desorganizado. El otro sería el delirio. Este último tiene que ver con el «contenido» mientras que el primero tiene que ver con la «forma». Aunque la expresión «trastorno del pensamiento» puede estar referida a cualquiera de los dos tipos, en lenguaje corriente se refiere más frecuentemente del pensamiento, que era su rasgo definitorio. Sin embargo, este trastorno no es exclusivo de la esquizofrenia o la psicosis. A menudo es síntoma de una manía y con menos frecuencia puede encontrarse presente en otros trastornos mentales como la depresión. La asociación sonora (clanging) o la ecolalia pueden estar presentes en el síndrome de Tourette. Los pacientes que presentan conciencia confusa, como la que se da en casos de delírium, también tienen un trastorno formal del pensamiento.
Sin embargo existe diferencia a nivel clínico entre estos dos grupos. Los que están aquejados de esquizofrenia o psicosis no parecen ser conscientes de tener pensamiento desorganizado ni tampoco preocupación por ello. Clayton y Winokur han sugerido que ello se debe a una incapacidad fundamental para usar el mismo tipo de lógica aristotélica que las demás personas. Por otra parte, pacientes con conciencia confusa, llamados pacientes «orgánicos», sí suelen evidenciar que son conscientes y les preocupa o se quejan de que están «confusos» o no son capaces de «pensar correctamente». Clayton y Winokur sugieren que ello se debe a que, por otra parte, su trastorno del pensamiento es el resultado de diversos déficits cognitivos.

## Signos y síntomas
A la hora de valorar si un individuo tiene trastorno del pensamiento, sus pautas de expresión hablada se someten a cuidadosa observación. Aunque es normal presentar algunos de los rasgos siguientes en periodos de estrés extremo es el grado, la frecuencia y la discapacidad funcional resultante lo que lleva a la conclusión de que la persona que se está observando tiene desorden del pensamiento.
- Alogia (también pobreza del habla)– Una pobreza del habla, ya sea en cantidad o en contenido, puede darse como síntoma negativo de la esquizofrenia.
- Bloqueo;– Una interrupción abrupta en medio de una secuencia de pensamiento. La persona puede ser o no capaz de retomar el hilo del mismo. Se trata de un trastorno formal del pensamiento que puede observarse en la esquizofrenia.
- Circunstancialidad (también pensamiento circunstancial o habla circunstancial) – Incapacidad de responder a una pregunta sin dar detalles excesivos e innecesarios. Esto difiere del pensamiento tangencial en que la persona sí regresa al punto de partida de la digresión.
- Asociación sonora o resonancias – Forma severa de fuga de ideas (flight of ideas). Puede percibirse como un uso patológico de la rima o la aliteración p. ej. «muchas malas mozas mienten mientras miran». Donde más se observa es en el trastorno afectivo bipolar (fase de manía) aunque se ve a menudo en pacientes con psicosis primarias; a saber, la esquizofrenia y el trastorno esquizoafectivo.
- Descarrilamiento (también asociación imprecisa y pensamiento del caballo de ajedrez) – El pensamiento y el habla se desplazan, ya sea espontáneamente o en respuesta a un estímulo interno (distinguiendo al descarrilamiento del «habla distraída», ver siguiente punto). p.ej. «Al día siguiente, cuando me iba a ir, ya sabes, me pondría al mando, como eh, me teñí el pelo en California»
- Habla distraída – En medio del discurso, el tema cambia en respuesta a un estímulo externo, p.ej. «Luego me fui de San Francisco y me mudé a... ¿dónde compraste esa corbata?».
- Ecolalia – Repetición de lo que dice el interlocutor puntualmente (una vez) o repetidamente (en cadena). Esto puede involucrar repetir solo las últimas palabras o la última palabra dicha por el examinador. Puede ser síntoma de síndrome de Tourette p.ej. «¿Qué quieres para cenar?», «Es una buena pregunta, es una buena pregunta, es una buena pregunta, es una buena pregunta».
- Interacción evasiva – Intentos por expresar ideas o sentimientos sobre otras personas se presentan en forma evasiva o diluida, p.ej. «Yo... mmm esto... tú eres... este... creo que tu... bueno... tu pelo... ah... está bien».
- "Fuga de ideas" – Forma de trastorno formal del pensamiento que está marcada por saltos abruptos de un tema a otro, aunque se puede discernir la relación existente entre las sucesivas ideas cuyo cambio está quizá gobernado por la similitud entre los temas o —en sus formas agudas— por la rima, por retruécanos y juegos de palabras (asociación sonora) o por estímulos ambientales inocuos, p.ej. el sonido del trinar de los pájaros. La fuga de ideas es muy característica de la fase maniaca del trastorno bipolar.
- Ilogicidad – Se llega a conclusiones que no se derivan de forma lógica (casos de non sequitur o inferencias inválidas) p.ej. «¿Crees que va a caber en la caja?» produce la respuesta «Bueno, es marrón ¿no?».
- Incoherencia (ensalada de palabras) – Habla que es ininteligible porque, aunque las palabras individualmente son palabras que realmente existen, la forma en que se combinan produce un galimatías incoherente, p.ej. la pregunta «¿Por qué la gente se peina?» produce una respuesta como «Porque hace una pirueta en la vida, mi caja está rota ayúdame elefante azul. ¿A que es audaz la lechuga? Me gustan los electrones. ¿Sí, por favor?».
- Pérdida de objetivo – Incapacidad de seguir una secuencia de ideas hasta su conclusión natural. p.ej. «¿Por qué sigue fallando mi computadora?», «Bueno, tú vives en una casa enlucida con yeso así que el par de tijeras tiene que estar en otro cajón».
- Neologismos – Se forman nuevas palabras. También puede hacerse elisión de dos palabras que son similares por su sonido o por su significado. p.ej. «Me enfadé tanto que agarré un plato y lo tiré al pilaplatos».
- Perseveración – Repetición persistente de palabras o ideas incluso cuando otra persona trata de cambiar de tema. p.ej. «Es maravilloso estar aquí en Arequipa, Arequipa, Arequipa, Arequipa» Esto también puede suponer dar repetidamente la misma respuesta a preguntas distintas. p.ej. «¿Se llama usted María?», «sí». «¿Está usted en el hospital?», «sí». «¿Es usted una mesa?», «sí». La palilalia y la logoclonia también son formas de perseveración y pueden indicar una enfermedad orgánica del cerebro como el mal de Parkinson.
- Parafasia fonémica – Pronunciación defectuosa, sílabas fuera de secuencia. p.ej. «Resbalé en hielo y me rompí el raso».
- Presión del habla – Habla rápida y continua sin pausas. Puede resultar difícil interrumpir al hablante y el sujeto puede continuar hablando incluso cuando se le hace directamente una pregunta.
- Autorreferencia – El paciente una y otra vez y de forma inapropiada tiende a volver a referirse a sí mismo. p.ej. «¿Qué hora es?», «Son las siete, ese es mi problema».
- Parafasia semántica – Sustitución de una palabra por otra incorrecta. p.ej. «Tropecé con el abrigo en el hielo y me rompí el libro».
- Habla afectada – Habla caracterizada por el uso de palabras o expresiones floridas, excesivas y pretenciosas. p.ej. «El fiscal se comportó de manera conspicua».
- Tangencialidad – Apartarse del tema para nunca más volver al mismo o proporcionar la información que se le requirió. p.ej. en respuesta a la pregunta «¿De dónde eres?» una respuesta del tipo «Mi perro es inglés. En Inglaterra les gusta comer pescado con papas. El pescado respira mediante branquias».
- Aproximación a palabras – Se usan palabras antiguas de forma nueva y no convencional. p.ej. «Antes de empezar el proyecto, supongo que nos reuniremos para hablar con el condestable (el jefe)».

## Diagnóstico
Se ha criticado que el concepto de trastorno del pensamiento estaría basado en definiciones circulares e incoherentes. Por ejemplo, el trastorno del pensamiento se infiere a partir de trastornos del habla basándose en la idea de que los trastornos del habla nacen de los trastornos del pensamiento. La incoherencia o ensalada de palabras hace referencia a un habla inconexa y que no tiene ningún significado para el interlocutor.
Además, aunque los trastornos del pensamiento se suelen asociar a la psicosis, pueden aparecer fenómenos similares en distintos trastornos lo que puede llevar a un diagnóstico en falso, por ejemplo, en el caso de los procesos del pensamiento incompletos que podrían llegar a ser fructíferos.
Se ha sugerido que individuos con trastornos del espectro autista (TEA) presentan perturbaciones del lenguaje como las que se observan en casos de esquizofrenia. Un estudio de 2008 descubrió que niños y adolescentes con TEA presentaban más pensamiento ilógico y asociación imprecisa de ideas que los sujetos del grupo de control. El pensamiento ilógico se relacionó con la funcionalidad cognitiva y el control ejecutivo. La asociación imprecisa se relacionó con síntomas relativos a la comunicación y con casos en que los padres habían mencionado cuadros de estrés y ansiedad.